# 11984 Manet
För andra betydelser, se Manet.
11984 Manet eller 1995 UK45 är en asteroid i huvudbältet som upptäcktes den 20 oktober 1995 av den belgiske astronomen Eric W. Elst vid La Silla-observatoriet. Den är uppkallad efter den franske målaren Édouard Manet.
Asteroiden har en diameter på ungefär 6 kilometer.